# Eketorp
Eketorp je utrdba iz železne dobe, ki stoji v jugovzhodnem Ölandu na Švedskem in je bila v srednjem veku obsežno rekonstruirana in razširjena. Skozi stoletja je utrdba služila nekoliko različnim namenom: od obrambnega obroča utrdbe do srednjeveškega varnega zatočišča in nato konjeniške garnizije. V 20. stoletju je bila dodatno rekonstruirana in postala zelo obiskana turistična točka ter lokacija za uprizoritev srednjeveških bitk. Eketorp je edina od 19 znanih prazgodovinskih utrdb na Ölandu, ki je bila v celoti izkopana, pri čemer je bilo najdenih skupno več kot 24.000 posameznih artefaktov. Celoten južni Öland je UNESCO uvrstil na seznam svetovne dediščine. Utrdba Eketorp se pogosto imenuje grad Eketorp.

## Zgodovina
Avtohtona ljudstva železne dobe so prvotno utrdbo zgradila okoli leta 400 n. št., obdobje, za katero je znano, da je sprožilo stike med domorodci Ölanda z Rimljani in drugimi Evropejci. Obročna utrdba v tistem obdobju naj bi bila zbirališče za verske obrede in tudi zatočišče za lokalno kmetijsko skupnost, ko se je pojavil zunanji sovražnik. Menijo, da je bila krožna zasnova izbrana, ker je teren tako raven, da je bil napad z vseh strani enako verjeten. Prvotni premer te krožne kamnite utrdbe je bil približno 57 metrov. V naslednjem stoletju so kamen premaknili navzven, da bi zgradili novo krožno strukturo s premerom približno 80 metrov. Na tej točki je bilo znanih približno petdeset posameznih celic ali majhnih struktur v utrdbi kot celoti. Nekatere od teh celic so bile v središču utrjenega obroča, nekatere pa so bile dejansko vgrajene v sam zid.
Sredi 7. stoletja našega štetja je bila utrdba skrivnostno zapuščena in je ostala neuporabljena do začetka 11. stoletja. To delo iz 11. stoletja je bilo večinoma nadgrajeno na prejšnji utrdbi, le da so bile kamnite notranje celice zamenjane z lesenimi konstrukcijami, postavljen pa je bil tudi drugi zunanji obrambni zid.

## Sodobno stanje
Trenutno se utrdba uporablja kot turistična točka za obiskovalce Ölanda, da si ogledajo utrdbo za to regijo. Muzej, ki je v notranjih dolgih hišah, prikazuje nekaj od velikega števila (26.000) artefaktov, ki jih je Nacionalni odbor za dediščino odkril med obsežnimi desetletnimi izkopavanji, ki so se končala leta 1974. Obiskovalci plačajo vstopnino. V notranjosti utrdbe obiskovalce pozdravljajo zaposleni, oblečeni v zgodovinske kostume iz obdobja med 400–650 leti. V poletni sezoni (od sredine junija do sredine avgusta) potekajo dnevne dejavnosti, ki vključujejo lokostrelstvo, peko kruha, ročna dela in številne dejavnosti, predvsem za otroke. Takrat so na voljo tudi vodeni ogledi. Na lokaciji je tudi trgovina s spominki. Poleg tega, da se uporablja kot turistična atrakcija, se najdišče uporablja tudi za eksperimentalno arheologijo.
Eketorp leži nekaj kilometrov zahodno od ceste 136. Približno dva kilometra zahodno od asfaltirane ceste ob obodu Ölanda je veliko neasfaltiranih parkirnih površin.
Leta 2005 je bila razstava središče polemike, ko je osebje poustvarilo žrtvovanja konj iz železne dobe, pri čemer je bilo treba na podlagi arheoloških dokazov predstaviti prave konjske glave, nameščene na drogove. Razstavljene glave je videlo več otrok in muzej je bil prijavljen policiji. Primer je bil predložen sodišču zaradi nepravilnega ravnanja s stranskimi proizvodi klavnic, vendar je bil muzej oproščen vseh točk. Osebje muzeja je svoja dejanja branilo z udejanjanjem realizma železne dobe pod vodstvom izkušenih arheologov. Poudarili so tudi, da eksperimentalni center Lejre na Danskem od 1970-ih razstavlja podobne »žrtve«. Osebje je bilo kritično tudi do tega, kako so mediji obravnavali situacijo, in poudarilo, da sta se Kvällsposten in Expressen osredotočila na senzacionalizem (ravnanje z živalskimi stranskimi proizvodi) primera in ne na dejanske pravne pomisleke (nepravilno ravnanje z živalskimi posmrtnimi ostanki).
Od leta 2019 je za Eketorps borg odgovorna občina Mörbylånga. Prva sezona je bila zelo uspešna s skoraj 39.000 obiskovalci. Leta 2020 se bo trdnjava odprla za veliko noč in bo odprta do konca septembra in festivala žetve na Ölandu.